# Fabinus János
Fabinus János (? – Illésfalva, 1644. augusztus 13.) evangélikus lelkész.

## Élete
A Fabini család őse, Poprádról származott. 1625-ben Boroszlón, 1629. április 29-étől Wittenbergben tanult; azután Illésfalván lelkész volt, ahol Rákóczy egyik huszárja agyonlőtte.

## Művei
- Exercitium poeticum Vota pro felici Novo Anno complexum. Vratislaviae, 1625.
- Vertheitigungsrede für die Rechte der evangelischen Ecclesie in Bürkösch 1642. (Archiv des Vereins für siebenb. Landeskunde. N. F. I.)